# Amir-Assaf-Moschee

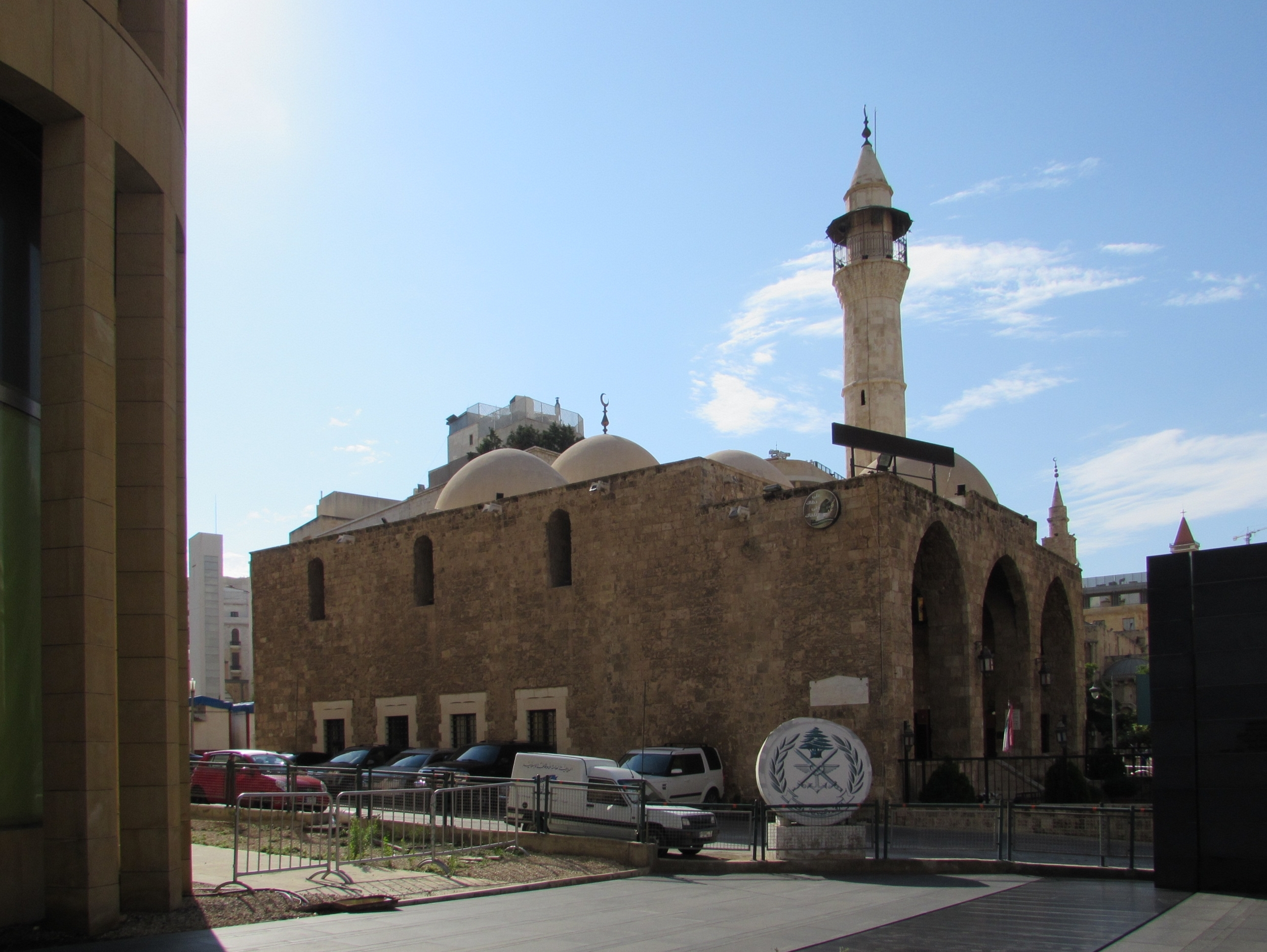
Die Amir-Assaf-Moschee von Nordosten

Die Amir-Assaf-Moschee oder Amir-Mansur-Assaf-Moschee (arabisch جامع الأمير منصور عساف Dschāmiʿ al-Amīr Manṣūr ʿĀsif) ist eine Moschee im Zentrum der libanesischen Hauptstadt Beirut.

## Geschichte
Die Amir-Mansur-Asif-Moschee wurde im Jahr 1580 errichtet. Sie befindet sich in direkter Nachbarschaft zur al-Omari-Moschee, der ehemaligen St.-Johannes-Kathedrale. Im Libanesischen Bürgerkrieg wurde die Moschee wie das gesamte Zentrum Beiruts schwer beschädigt. Nach dem Krieg erfolgte die Sanierung des sakralen Gebäudes.